# Batalla de Te-li-Ssu
La batalla de Te-li-Ssu (得利寺の戦い Tokuriji no tatakai), también llamada batalla de Wafangou (en ruso: Бой у Вафангоу) después de la cercana estación de ferrocarril, fue una batalla terrestre de la guerra ruso-japonesa. Se combatió en una aldea a unos 130 km al norte de Port Arthur, Manchuria. La aldea se conoce hoy como Delisi, y se encuentra justo al norte de Wafangdian, provincia de Liaoning, China. Se libró del 14 al 15 de junio de 1904 entre el Segundo Ejército japonés bajo el mando del General Oku Yasukata y el 1.º Cuerpo del Ejército Siberiano bajo el Teniente General Georgii Stackelberg.

## Antecedentes
Después de la derrota ante los japoneses en la batalla de Nanshan, el virrey ruso Yevgeni Alekseyev se vio sometido a una presión política extrema para hacer un avance militar para evitar el cerco completo de Port Arthur. El comandante en jefe del Ejército Imperial Ruso en Manchuria, el general Alexei Kuropatkin, no estuvo de acuerdo con vehemencia con este plan, que consideraba insensato y peligroso, y prefirió esperar en Mukden a que el Ferrocarril Transiberiano lo trajera. los refuerzos que sintió necesarios para una ofensiva. El asunto surgió el 27 de mayo de 1904, cuando el virrey Alexeiev convocó al general Kuropatkin a una conferencia en Mukden. Los dos hombres terminaron gritándose, y el asunto fue remitido a San Petersburgo para una decisión. El zar decidió a favor del virrey, y el general Kuropatkin fue obligado a regañadientes a montar una ofensiva desde Liaoyang en dirección a Port Arthur, pero está claro que no esperaba llegar a ese puerto. El Teniente General Georgii Stackelberg, al mando de 27.000 hombres, 2.500 de caballería (bajo el mando del teniente General Simonov) y 98 unidades de artillería en el 1.º Cuerpo Siberiano, fue elegido para la misión. Más tarde fueron complementados por 3.000 fusileros y dos unidades de artillería, que llegaron justo cuando las tropas de primera línea se retiraban.
Después de la batalla de Nanshan, el general japonés Oku Yasukata, comandante del Segundo Ejército japonés, ocupó y reparó los muelles en Dalny, que habían sido abandonados casi intactos por los rusos que huían. El 5 de mayo, el general barón Nogi Maresuke llegó a Dalny para asumir el mando del nuevo 3.º Ejército japonés, formado por la 1.ª y la 11.ª División. El segundo ejército del general Oku se reestructuró en las divisiones 3.ª, 4.ª y 5.ª y una 6.ª división con poca fuerza, con una fuerza total de 36.000 infantería, 2.000 de caballería y 216 piezas de artillería. Tras abandonar el 3.º Ejército para asediar Port Arthur y recibir informes del movimiento del sur de las fuerzas rusas confirmadas por los exploradores de caballería, Oku comenzó su ejército hacia el norte el 13 de junio, siguiendo la línea del ferrocarril al sur de Liaoyang.
Una semana antes del compromiso, Kuropatkin envió a Stackelberg hacia el sur con órdenes de recuperar Nanshan y avanzar hacia Port Arthur, pero para evitar cualquier acción decisiva contra las fuerzas superiores. El ejército japonés se había estado moviendo lentamente hacia el norte desde el 30 de mayo. Ambas partes continuaron aumentando sus fuerzas y utilizaron escaramuzas de infantería e intercambios de artillería para probar la fuerza del otro. Los rusos, creyendo que el objetivo del Segundo Ejército japonés de ser la captura de Port Arthur, trasladaron sus instalaciones de comando a Te-li-Ssu. Stackelberg afianzó sus fuerzas, posicionando a sus tropas a horcajadas en el ferrocarril hacia el sur de la ciudad, mientras que el teniente general Simonov, al mando del 19.º Escuadrón de Caballería, tomó la extrema derecha del frente. Oku tenía la intención de atacar frontalmente con las divisiones 3 y 5, una a cada lado del ferrocarril, mientras que la 4.ª División debía avanzar en el flanco derecho ruso por el valle de Fuchou. Siendo la fuerza superior y con el propósito definido de luchar hacia el norte, Oku comenzó a moverse en la mañana del 14 de junio.

## La batalla
El 14 de junio, Oku avanzó sus fuerzas hacia el norte hacia las posiciones rusas arraigadas cerca de la aldea de Te-li-Ssu. Stackelberg tenía perspectivas razonables de victoria ese día. Los rusos tenían posesión de la artillería de terreno elevado y campo. Sin embargo, en lugar de cooperar con los defensores cargando directamente hacia el valle hacia las defensas rusas, Oku avanzó las divisiones 3.ª y 5.ª a lo largo del centro como una finta, mientras maniobraba rápidamente la cuarta división hacia el oeste para envolver el flanco derecho ruso . Aunque los puestos avanzados rusos detectaron este movimiento, el clima brumoso les impidió usar sus heliógrafos para advertir a Stakelberg a tiempo.
La batalla comenzó con un combate de artillería, que demostró la superioridad de los cañones japoneses no solo en número sino también en precisión. El nuevo cañón de campo ruso Putilov M-1903 se introdujo por primera vez en esta batalla, pero fue ineficaz debido a la falta de entrenamiento de las tripulaciones y las concepciones anticuadas de los oficiales de artillería de alto rango. La mejor artillería japonesa parece haber tenido un efecto significativo a lo largo de la batalla.
Cuando las divisiones japonesas en el centro comenzaron a escaramuzar, Stakelberg juzgó que la amenaza enemiga vendría contra su flanco izquierdo, en lugar de su flanco derecho, y así comprometió su reserva principal en esa dirección. Fue un error costoso.
La escaramuza continuó hasta altas horas de la noche, y Oku decidió lanzar su asalto principal al amanecer. Asimismo, Stackelberg también había determinado que la mañana del 15 de junio era el momento de su propio contraataque decisivo. Increíblemente, Stackelberg solo emitió órdenes verbales a sus comandantes de campo y dejó el tiempo real del ataque vago. Los comandantes individuales, sin saber cuándo lanzar el ataque, y sin ninguna orden escrita, no tomaron medidas hasta alrededor de las 07:00. Como solo un tercio de la Primera División del Rifle de Siberia Oriental bajo el mando del Teniente General Aleksandr Gerngross se comprometió con el ataque, sorprendió a la 3.ª División japonesa, pero no prevaleció, y pronto colapsó en un fracaso. En poco tiempo, Stackelberg recibió informes de pánico de un fuerte ataque japonés en su flanco derecho expuesto. Para evitar la envoltura, los rusos comenzaron a retroceder, abandonando su preciosa artillería mientras las Divisiones 4 y 5 de Oku aprovechaban su ventaja. Stakelberg emitió la orden de retirarse a las 11:30, pero la feroz lucha continuó hasta las 14:00. Los refuerzos rusos llegaron en tren justo cuando la artillería japonesa apuntaba a la estación de tren. A las 15:00, Stackelberg se enfrentaba a una gran derrota, pero una tormenta torrencial repentina desaceleró el avance japonés y le permitió liberar a sus asediadas fuerzas hacia Mukden.
La única ofensiva rusa para relevar a Port Arthur llegó a un final desastroso para Rusia.

## Resultado
Las bajas rusas totales totalizaron al menos 3.500 (477 muertos, 2.240 heridos y 754 desaparecidos), aunque algunas estimaciones dan cifras de hasta 10.000; 3,500 por registros oficiales. Las bajas japonesas totalizaron solo 1.163 (217 muertos y 946 heridos). El peligro de que cualquier ataque de las fuerzas del general Kuropatkin haya sido eliminado por la victoria en Te-li-Ssu, el avance japonés contra Port Arthur comenzó en serio.
El mismo día de la batalla de Te-li-Ssu, los cruceros rusos con base en Vladivostok hundieron dos transportes de tropas japonesas frente a la costa de Japón, matando a más de 2.000 hombres y costándole a los japoneses varias baterías de armas de asedio que eran muy necesarias para el asedio estancado de Port Arthur.